# Division 1 1981-1982
La Division 1 1981-1982 è stata la 44ª edizione della massima serie del campionato francese di calcio, disputato tra il 24 luglio 1981 e il 7 maggio 1982 e concluso con la vittoria del Monaco, al suo quarto titolo.
Capocannoniere del torneo è stato Delio Onnis (Tours) con 29 reti.

## Stagione

### Avvenimenti
L'avvio del torneo fu caratterizzato da una lotta a tre fra Olympique Lione, prima squadra ad assumere il comando solitario della classifica, Sochaux e Bordeaux; successivamente emersero i campioni uscenti del Saint-Étienne, che affiancarono i girodini e si portarono in vetta il 27 ottobre.
Concluso il girone di andata con tre punti di vantaggio su Monaco e Sochaux, i Verts guidarono la classifica per diverse giornate assieme ai monegaschi (vincitori dello scontro diretto) e al Bordeaux, finché una sconfitta a Nantes alla ventisettesima non li escluse di fatto dalla lotta al titolo. Liberatosi del Bordeaux alla trentaduesima giornata dopo alcune settimane di alternanza al comando, il Monaco ottenne una serie di risultati utili che gli permise di resistere al ritorno del Saint-Étienne e di festeggiare il titolo all'ultima giornata.
I verdetti per la qualificazione in Coppa UEFA furono decisi con novanta minuti di anticipo, e videro qualificate alla terza competizione europea le due contendenti al titolo del Monaco, assieme al Sochaux. Sempre alla penultima giornata fu deciso l'ultimo verdetto in zona retrocessione, con il Valenciennes che ebbe accesso ai playoff contro il Mulhouse; la sconfitta per 5-2 nella gara di andata condannò di fatto il VA alla retrocessione, assieme al Nizza e al Montpellier cadute sul campo con tre gare di anticipo.

## Classifica finale
|  | Pos. | Squadra             | Pt | G  | V  | N  | P  | GF | GS | DR  |
|  | ---- | ------------------- | -- | -- | -- | -- | -- | -- | -- | --- |
|  | 1.   | Monaco              | 55 | 38 | 24 | 7  | 7  | 70 | 29 | +41 |
|  | 2.   | Saint-Étienne       | 54 | 38 | 22 | 10 | 6  | 74 | 31 | +43 |
|  | 3.   | Sochaux             | 49 | 38 | 20 | 9  | 9  | 59 | 43 | +16 |
|  | 4.   | Bordeaux            | 48 | 38 | 19 | 10 | 9  | 55 | 45 | +10 |
|  | 5.   | Laval               | 44 | 38 | 16 | 12 | 10 | 49 | 40 | +9  |
|  | 6.   | Nantes              | 43 | 38 | 19 | 5  | 14 | 64 | 34 | +30 |
|  | 7.   | Paris Saint-Germain | 43 | 38 | 17 | 9  | 12 | 58 | 45 | +13 |
|  | 8.   | Nancy               | 39 | 38 | 13 | 13 | 12 | 50 | 52 | -2  |
|  | 9.   | Brest               | 38 | 38 | 14 | 10 | 14 | 48 | 57 | -9  |
|  | 10.  | Strasburgo          | 36 | 38 | 12 | 12 | 14 | 41 | 41 | 0   |
|  | 11.  | Tours               | 35 | 38 | 14 | 7  | 17 | 61 | 59 | +2  |
|  | 12.  | Bastia              | 35 | 38 | 12 | 11 | 15 | 43 | 65 | -22 |
|  | 13.  | Lens                | 34 | 38 | 12 | 10 | 16 | 44 | 51 | -7  |
|  | 14.  | Lilla               | 34 | 38 | 13 | 8  | 17 | 46 | 54 | -8  |
|  | 15.  | Auxerre             | 34 | 38 | 11 | 12 | 15 | 43 | 58 | -15 |
|  | 16.  | Olympique Lione     | 32 | 38 | 13 | 6  | 19 | 38 | 46 | -8  |
|  | 17.  | Metz                | 32 | 38 | 8  | 16 | 14 | 35 | 49 | -14 |
|  | 18.  | Valenciennes        | 30 | 38 | 10 | 10 | 18 | 40 | 59 | -19 |
|  | 19.  | Nizza               | 23 | 38 | 7  | 9  | 22 | 34 | 57 | -23 |
|  | 20.  | Montpellier         | 22 | 38 | 7  | 8  | 23 | 30 | 67 | -37 |

Legenda:
      Campione di Francia ed ammessa alla Coppa dei Campioni 1982-1983.
      Ammesse alla Coppa UEFA 1982-1983.
      Ammesse alla Coppa delle Coppe 1982-1983.
  Partecipa ai play-out.
      Retrocesse in Division 2 1982-1983.
Note:
Due punti a vittoria, uno a pareggio, zero a sconfitta.
In caso di arrivo di due o più squadre a pari punti, la graduatoria verrà stilata secondo la classifica avulsa tra le squadre interessate che prevede, in ordine, i seguenti criteri:
- Differenza reti generale.
- Reti realizzate in generale.

### Squadra campione
| Formazione tipo | Giocatori (presenze)   |
| --- | ---------------------- |
| Ettori Ninot Liegeon Amoros Vitalis Bijotat Christophe Barberis Couriol Bellone Edström | Jean-Luc Ettori (37)   |
| Ettori Ninot Liegeon Amoros Vitalis Bijotat Christophe Barberis Couriol Bellone Edström | Abdallah Liegeon (27)  |
| Ettori Ninot Liegeon Amoros Vitalis Bijotat Christophe Barberis Couriol Bellone Edström | Thierry Ninot (28)     |
| Ettori Ninot Liegeon Amoros Vitalis Bijotat Christophe Barberis Couriol Bellone Edström | Alfred Vitalis (35)    |
| Ettori Ninot Liegeon Amoros Vitalis Bijotat Christophe Barberis Couriol Bellone Edström | Manuel Amoros (30)     |
| Ettori Ninot Liegeon Amoros Vitalis Bijotat Christophe Barberis Couriol Bellone Edström | Dominique Bijotat (26) |
| Ettori Ninot Liegeon Amoros Vitalis Bijotat Christophe Barberis Couriol Bellone Edström | Didier Christophe (29) |
| Ettori Ninot Liegeon Amoros Vitalis Bijotat Christophe Barberis Couriol Bellone Edström | Umberto Barberis (36)  |
| Ettori Ninot Liegeon Amoros Vitalis Bijotat Christophe Barberis Couriol Bellone Edström | Bruno Bellone (30)     |
| Ettori Ninot Liegeon Amoros Vitalis Bijotat Christophe Barberis Couriol Bellone Edström | Alain Couriol (34)     |
| Ettori Ninot Liegeon Amoros Vitalis Bijotat Christophe Barberis Couriol Bellone Edström | Ralf Edström (35)      |
| Altri giocatori: Jacques Perais (29), Jean-Marc Valadier (21), Éric Pécout (20), Rolland Courbis (12), Claude Puel (11), Serge Recordier (10), Guy Mengual (3), Jean Petit (2), André Amitrano (1). |                        |

## Spareggi

### Play-out
|              | Risultati |              | Luogo e data                 |
| ------------ | --------- | ------------ | ---------------------------- |
| Mulhouse     | 5-2       | Valenciennes | Mulhouse, 21 maggio 1982     |
| Valencienees | 1-1       | Mulhouse     | Valenciennes, 25 maggio 1982 |
|              |           |              |                              |

## Statistiche

### Squadre

#### Capoliste solitarie
|    | —— | ——              | ——              | ——      | ——       | ——       | —— | —— | ——       | ——      | ——  | ——  | ——  | ——            | ——            | ——            | ——            | ——            | ——            | ——            | ——  | ——  | ——             | ——  | ——  | ——  | ——       | ——  | ——     | ——       | ——     | ——     | ——     | ——     | ——     | ——     | ——     | —— |  |
|    |    | Olympique Lione | Olympique Lione | Sochaux | O. Lione | Bordeaux |    |    | Bordeaux | Sochaux |     |     |     | Saint-Étienne | Saint-Étienne | Saint-Étienne | Saint-Étienne | Saint-Étienne | Saint-Étienne | Saint-Étienne |     |     | Saint- Étienne |     |     |     | Bordeaux |     | Monaco | Bordeaux | Monaco | Monaco | Monaco | Monaco | Monaco | Monaco | Monaco |    |  |
|    |    |                 |                 |         |          |          |    |    |          |         |     |     |     |               |               |               |               |               |               |               |     |     |                |     |     |     |          |     |        |          |        |        |        |        |        |        |        |    |  |
|    |    |                 |                 |         |          |          |    |    |          |         |     |     |     |               |               |               |               |               |               |               |     |     |                |     |     |     |          |     |        |          |        |        |        |        |        |        |        |    |  |
| 1ª | 2ª | 3ª              | 4ª              | 5ª      | 6ª       | 7ª       | 8ª | 9ª | 10ª      | 11ª     | 12ª | 13ª | 14ª | 15ª           | 16ª           | 17ª           | 18ª           | 19ª           | 20ª           | 21ª           | 22ª | 23ª | 24ª            | 25ª | 26ª | 27ª | 28ª      | 29ª | 30ª    | 31ª      | 32ª    | 33ª    | 34ª    | 35ª    | 36ª    | 37ª    | 38ª    |    |  |

#### Primati stagionali
Squadre
- Maggior numero di vittorie: Monaco (24)
- Minor numero di sconfitte: Saint-Étienne (6)
- Migliore attacco: Saint-Étienne (74)
- Miglior difesa: Monaco (29)
- Miglior differenza reti: Saint-Étienne (+43)
- Maggior numero di pareggi: Metz (16)
- Minor numero di pareggi: Nantes (5)
- Maggior numero di sconfitte: Montpellier (23)
- Minor numero di vittorie: Montpellier e Nizza (7)
- Peggior attacco: Montpellier (30)
- Peggior difesa: Montpellier (67)
- Peggior differenza reti: Montpellier (-37)

### Individuali

#### Classifica marcatori
| Gol | Rigori |  | Giocatore        | Squadra         |
| --- | ------ |  | ---------------- | --------------- |
| 29  | 3      |  | Delio Onnis      | Tours           |
| 24  | 3      |  | Andrzej Szarmach | Auxerre         |
| 22  |        |  | Michel Platini   | Saint-Étienne   |
| 19  | 2      |  | Teitur Þórðarson | Lens            |
| 18  | 2      |  | Uwe Krause       | Laval           |
| 18  | 3      |  | Drago Vabec      | Brest           |
| 17  | 1      |  | Bernard Lacombe  | Bordeaux        |
| 15  | 2      |  | Ralf Edström     | Monaco          |
| 15  |        |  | Yannick Stopyra  | Sochaux         |
| 14  |        |  | Alain Giresse    | Bordeaux        |
| 14  |        |  | Simo Nikolić     | Olympique Lione |

## Percorso dei club nelle coppe europee
| Club          | Competizione       | Risultato            | Ultimo avversario         |
| ------------- | ------------------ | -------------------- | ------------------------- |
| Saint-Étienne | Coppa dei Campioni | Turno preliminare    | Dinamo Berlino (1-1; 0-2) |
| Bastia        | Coppa delle Coppe  | Ottavi di finale     | Dinamo Tbilisi (1-1; 1-3) |
| Bordeaux      | Coppa UEFA         | Sedicesimi di finale | Amburgo (2-1; 0-2)        |
| Monaco        | Coppa UEFA         | Primo turno          | Dundee Utd (2-5; 2-1)     |
| Nantes        | Coppa UEFA         | Primo turno          | Lokeren (1-1; 2-4)        |